# بردگوری مسن
بردگوری مسن، مربوط به دوره پارت - دوره ساسانیان است و در شهرستان لردگان و روستای مسن واقع شده است. این اثر در تاریخ ۲۸ شهریور ۱۳۸۶ با شمارهٔ ثبت ۱۹۶۷۵ به‌عنوان یکی از آثار ملی ایران به ثبت رسیده‌است.